# Japan Academy Prize voor beste film

## Winnaars en genomineerden
| Jaar         | Naam                                                    | Japanse naam                                     | Regisseur                      |
| ------------ | ------------------------------------------------------- | ------------------------------------------------ | ------------------------------ |
| 1978 (1ste)  | The Yellow Handkerchief                                 | 幸福の黄色いハンカチ shiawase no kiiroi hankachi | Yōji Yamada                    |
| 1978 (1ste)  | The Life of Chikuzan                                    | 竹山ひとり旅                                     | Kaneto Shindō                  |
| 1978 (1ste)  | Hakkōdasan                                              | 八甲田山                                         | Shirō Moritani                 |
| 1978 (1ste)  | Ballad of Orin                                          | はなれ瞽女おりん                                 | Masahiro Shinoda               |
| 1978 (1ste)  | Seishun no mon: Jiritsu hen                             | 青春の門・自立篇                                 | Kiriro Urayama                 |
| 1979 (2de)   | The Incident                                            | 事件                                             | Yoshitaro Nomura               |
| 1979 (2de)   | Empire of Passion                                       | 愛の亡霊                                         | Nagisa Ōshima                  |
| 1979 (2de)   | The Demon                                               | 鬼畜                                             | Yoshitaro Nomura               |
| 1979 (2de)   | Third                                                   | サード                                           | Yōichi Higashi                 |
| 1979 (2de)   | Intrigue of the Yagyu Clan                              | 柳生一族の陰謀                                   | Kinji Fukasaku                 |
| 1980 (3de)   | Vengeance Is Mine                                       | 復讐するは我にあり                               | Shōhei Imamura                 |
| 1980 (3de)   | Nomugi Pass                                             | あゝ野麦峠                                       | Satsuo Yamamoto                |
| 1980 (3de)   | No More Easy Life                                       | もう頬づえはつかない                             | Yōichi Higashi                 |
| 1980 (3de)   | Oh, My son!                                             | 衝動殺人 息子よ                                  | Keisuke Kinoshita              |
| 1980 (3de)   | The Man Who Stole the Sun                               | 太陽を盗んだ男                                   | Kazuhiko Hasegawa              |
| 1981 (4de)   | Tsigoineruwaizen                                        | ツィゴイネルワイゼン                             | Seijun Suzuki                  |
| 1981 (4de)   | 203 kōchi                                               | 二百三高地                                       | Toshio Masuda                  |
| 1981 (4de)   | Chichi yo haha yo!                                      | 父よ母よ!                                        | Keisuke Kinoshita              |
| 1981 (4de)   | Turbulence                                              | 動乱                                             | Shirō Moritani                 |
| 1981 (4de)   | A Distant Cry from Spring                               | 遙かなる山の呼び声                               | Yōji Yamada                    |
| 1982 (5de)   | Station                                                 | 駅 STATION                                       | Yasuo Furuhata                 |
| 1982 (5de)   | Muddy River                                             | 泥の川                                           | Kōhei Oguri                    |
| 1982 (5de)   | Eijanaika                                               | ええじゃないか                                   | Shōhei Imamura                 |
| 1982 (5de)   | Enrai                                                   | 遠雷                                             | Kichitarō Negishi              |
| 1982 (5de)   | Willful Murder                                          | 日本の熱い日々 謀殺・下山事件                    | Kei Kumai                      |
| 1983 (6de)   | Fall Guy                                                | 蒲田行進曲                                       | Kinji Fukasaku                 |
| 1983 (6de)   | Giwaku                                                  | 疑惑                                             | Yoshitaro Nomura               |
| 1983 (6de)   | Onimasa                                                 | 鬼龍院花子の生涯                                 | Hideo Gosha                    |
| 1983 (6de)   | Mikan no taikyoku                                       | 未完の対局                                       | Ji-shun Duan en Junya Satō     |
| 1983 (6de)   | Yūkai hōdō                                              | 誘拐報道                                         | Shunya Itō                     |
| 1984 (7de)   | The Ballad of Narayama                                  | 楢山節考                                         | Shōhei Imamura                 |
| 1984 (7de)   | The Family Game                                         | 家族ゲーム                                       | Yoshimitsu Morita              |
| 1984 (7de)   | Merry Christmas, Mr. Lawrence                           | 戦場のメリークリスマス                           | Nagisa Ōshima                  |
| 1984 (7de)   | Nankyoku monogatari                                     | 南極物語                                         | Koreyoshi Kurahara             |
| 1984 (7de)   | The Makioka Sisters                                     | 細雪                                             | Kon Ichikawa                   |
| 1985 (8ste)  | The Funeral                                             | お葬式                                           | Juzo Itami                     |
| 1985 (8ste)  | Mahjong Hōrōki                                          | 麻雀放浪記                                       | Makoto Wada                    |
| 1985 (8ste)  | Ohan                                                    | おはん                                           | Kon Ichikawa                   |
| 1985 (8ste)  | setouchi shōnen yakyū dan                               | 瀬戸内少年野球団                                 | Masahiro Shinoda               |
| 1985 (8ste)  | Station to Heaven                                       | 天国の駅                                         | Masanobu Deme                  |
| 1986 (9de)   | Gray Sunset                                             | 花いちもんめ                                     | Shunya Ito                     |
| 1986 (9de)   | Biruma no tategoto                                      | ビルマの竪琴                                     | Kon Ichikawa                   |
| 1986 (9de)   | Koibumi                                                 | 恋文                                             | Tatsumi Kumashiro              |
| 1986 (9de)   | And Then                                                | それから                                         | Yoshimitsu Morita              |
| 1986 (9de)   | W's Tragedy                                             | Wの悲劇                                          | Shinichirō Sawai               |
| 1987 (10de)  | House on Fire                                           | 火宅の人                                         | Kinji Fukasaku                 |
| 1987 (10de)  | Kinema no tenchi                                        | キネマの天地                                     | Yōji Yamada                    |
| 1987 (10de)  | A Promise                                               | 人間の約束                                       | Yoshishige Yoshida             |
| 1987 (10de)  | Big Joys, Small Sorrows                                 | 新・喜びも悲しみも幾歳月                         | Keisuke Kinoshita              |
| 1987 (10de)  | Lost in the Wilderness                                  | 植村直己物語                                     | Junya Satō                     |
| 1988 (11de)  | A Taxing Woman                                          | マルサの女                                       | Juzo Itami                     |
| 1988 (11de)  | Hachi-ko                                                | ハチ公物語                                       | Seijirō Kōyama                 |
| 1988 (11de)  | Princess from the Moon                                  | 竹取物語                                         | Kon Ichikawa                   |
| 1988 (11de)  | Yogisha                                                 | 夜汽車                                           | Kōsaku Yamashita               |
| 1988 (11de)  | Yoshiwara enjō                                          | 吉原炎上                                         | Hideo Gosha                    |
| 1989 (12de)  | The Silk Road                                           | 敦煌                                             | Junya Sato                     |
| 1989 (12de)  | Dauntaun Hirōzu                                         | ダウンタウン・ヒーローズ                         | Yōji Yamada                    |
| 1989 (12de)  | The Rage of Love                                        | 華の乱                                           | Kinji Fukasaku                 |
| 1989 (12de)  | The Discarnates                                         | 異人たちとの夏                                   | Nobuhiko Ōbayashi              |
| 1989 (12de)  | Oracion                                                 | 優駿                                             | Shigemichi Sugita              |
| 1990 (13de)  | Black Rain                                              | 黒い雨                                           | Shōhei Imamura                 |
| 1990 (13de)  | A un                                                    | あ・うん                                         | Yasuo Furuhata                 |
| 1990 (13de)  | Rikyu                                                   | 利休                                             | Hiroshi Teshigahara            |
| 1990 (13de)  | Sen no Rikyu                                            | 千利休                                           | Kei Kumai                      |
| 1990 (13de)  | Shaso                                                   | 社葬                                             | Toshio Masuda                  |
| 1991 (14de)  | Childhood Days                                          | 少年時代                                         | Masahiro Shinoda               |
| 1991 (14de)  | Sakura no sono                                          | 櫻の園                                           | Shun Nakahara                  |
| 1991 (14de)  | The Sting of Death                                      | 死の棘                                           | Kōhei Oguri                    |
| 1991 (14de)  | The Pale Hand                                           | 白い手                                           | Seijirō Kōyama                 |
| 1991 (14de)  | Dreams                                                  | 夢                                               | Akira Kurosawa                 |
| 1992 (15de)  | My Sons                                                 | 息子                                             | Yoji Yamada                    |
| 1992 (15de)  | A Scene at the Sea                                      | あの夏、いちばん静かな海                         | Takeshi Kitano                 |
| 1992 (15de)  | Daiyukai                                                | 大誘拐                                           | Kihachi Okamoto                |
| 1992 (15de)  | Muno no hito                                            | 無能の人                                         | Naoto Takenaka                 |
| 1992 (15de)  | Rhapsody in August                                      | 八月の狂詩曲                                     | Akira Kurosawa                 |
| 1993 (16de)  | Sumo Do, Sumo Don't                                     | シコふんじゃった。                               | Masayuki Suo                   |
| 1993 (16de)  | Double Cross                                            | いつかギラギラする日                             | Kinji Fukasaku                 |
| 1993 (16de)  | Minbo no onna                                           | ミンボーの女                                     | Juzo Itami                     |
| 1993 (16de)  | Seishun dendekedekedeke                                 | 青春デンデケデケデケ                             | Nobuhiko Obayashi              |
| 1993 (16de)  | Toki rakujitsu                                          | 遠き落日                                         | Seijirō Kōyama                 |
| 1994 (17de)  | A Class to Remember                                     | 学校                                             | Yoji Yamada                    |
| 1994 (17de)  | Made in Japan                                           | 僕らはみんな生きている                           | Yōjirō Takita                  |
| 1994 (17de)  | Rainbow Bridge                                          | 虹の橋                                           | Zenzo Matsuyama                |
| 1994 (17de)  | All Under the Moon                                      | 月はどっちに出ている                             | Yoichi Sai                     |
| 1994 (17de)  | Bloom in the Moonlight                                  | わが愛の譜 滝廉太郎物語                          | Shinichirō Sawai               |
| 1995 (18de)  | Crest of Betrayal                                       | 忠臣蔵外伝 四谷怪談                              | Kinji Fukasaku                 |
| 1995 (18de)  | 119 (film)                                              | 119                                              | Naoto Takenaka                 |
| 1995 (18de)  | Izakaya yurei                                           | 居酒屋ゆうれい                                   | Takayoshi Watanabe             |
| 1995 (18de)  | Last Song                                               | ラストソング                                     | Shigemichi Sugita              |
| 1995 (18de)  | 47 Ronin                                                | 四十七人の刺客                                   | Kon Ichikawa                   |
| 1996 (19de)  | A Last Note                                             | 午後の遺言状                                     | Kaneto Shindō                  |
| 1996 (19de)  | Kike wadatsumi no koe Last Friends                      | きけ、わだつみの声                               | Masanobu Deme                  |
| 1996 (19de)  | Kura                                                    | 藏                                               | Yasuo Furuhata                 |
| 1996 (19de)  | Love Letter                                             | ja:                                              | Shunji Iwai                    |
| 1996 (19de)  | Sharaku                                                 | 写楽                                             | Masahiro Shinoda               |
| 1997 (20ste) | Shall We Dance?                                         | Shall we ダンス?                                 | Masayuki Suo                   |
| 1997 (20ste) | Gakko II                                                | 学校II                                           | Yōji Yamada                    |
| 1997 (20ste) | Yentown                                                 | スワロウテイル                                   | Shunji Iwai                    |
| 1997 (20ste) | Sūpa no onna                                            | スーパーの女                                     | Juzo Itami                     |
| 1997 (20ste) | Waga kokoro no ginga tetsudo: Miyazawa Kenji monogatari | わが心の銀河鉄道 宮沢賢治物語                    | Kazuki Omori                   |
| 1998 (21ste) | Princess Mononoke                                       | もののけ姫                                       | Hayao Miyazaki                 |
| 1998 (21ste) | rajio no jikan                                          | ラヂオの時間                                     | Koki Mitani                    |
| 1998 (21ste) | Tokyo biyori                                            | 東京日和                                         | Naoto Takenaka                 |
| 1998 (21ste) | Unagi                                                   | うなぎ unagi                                     | Shōhei Imamura                 |
| 1998 (21ste) | Yukai                                                   | 誘拐                                             | Takao Okawara                  |
| 1999 (22ste) | Begging for Love                                        | 愛を乞うひと                                     | Hideyuki Hirayama              |
| 1999 (22ste) | Gakko III                                               | 学校III                                          | Yōji Yamada                    |
| 1999 (22ste) | Fireworks                                               | 花火                                             | Takeshi Kitano                 |
| 1999 (22ste) | Dr. Akagi                                               | カンゾー先生                                     | Shōhei Imamura                 |
| 1999 (22ste) | Bayside Shakedown                                       | 踊る大捜査線                                     | Katsuyuki Motohiro             |
| 2000 (23ste) | Poppoya                                                 | 鉄道員                                           | Yasuo Furuhata                 |
| 2000 (23ste) | Owls' Castle                                            | 梟の城                                           | Masahiro Shinoda               |
| 2000 (23ste) | Tabu                                                    | 御法度                                           | Nagisa Ōshima                  |
| 2000 (23ste) | Kikujiro                                                | 菊次郎の夏                                       | Takeshi Kitano                 |
| 2000 (23ste) | Jubaku: Spellbound                                      | 金融腐蝕列島 呪縛                                | Masato Harada                  |
| 2001 (24ste) | After the Rain                                          | 雨あがる ame agaru                               | Takashi Koizumi                |
| 2001 (24ste) | Battle Royale                                           | バトル・ロワイアル                               | Kinji Fukasaku                 |
| 2001 (24ste) | A Class to Remember 4: Fifteen                          | 十五才 学校IV                                    | Yōji Yamada                    |
| 2001 (24ste) | Face                                                    | 顔                                               | Junji Sakamoto                 |
| 2001 (24ste) | Whiteout                                                | ja:                                              | Setsurou Wakamatsu             |
| 2002 (25ste) | Spirited Away                                           | 千と千尋の神隠し                                 | Hayao Miyazaki                 |
| 2002 (25ste) | Go                                                      | ja:                                              | Isao Yukisada                  |
| 2002 (25ste) | The Firefly                                             | ホタル                                           | Yasuo Furuhata                 |
| 2002 (25ste) | Sennen no koi – Hikaru Genji monogatari                 | 千年の恋ひかる源氏物語                           | Tonko Horikawa                 |
| 2002 (25ste) | Waterboys                                               | ウォーターボーイズ                               | Shinobu Yaguchi                |
| 2003 (26ste) | The Twilight Samurai                                    | たそがれ清兵衛                                   | Yoji Yamada                    |
| 2003 (26ste) | Letter from the Mountain                                | 阿弥陀堂だより                                   | Takashi Koizumi                |
| 2003 (26ste) | Hi wa mata noboru                                       | 陽はまた昇る                                     | Kiyoshi Sasabe                 |
| 2003 (26ste) | Ping Pong                                               | ピンポン                                         | Fumihiko Sori                  |
| 2003 (26ste) | Totsunyūseyo! Asama sansō jiken                         | 突入せよ! あさま山荘事件                         | Masato Harada                  |
| 2004 (27ste) | When the Last Sword Is Drawn                            | 壬生義士伝                                       | Yojiro Takita                  |
| 2004 (27ste) | Like Asura                                              | 阿修羅のごとく                                   | Yoshimitsu Morita              |
| 2004 (27ste) | Bayside Shakedown 2                                     | 踊る大捜査線 2                                   | Katsuyuki Motohiro             |
| 2004 (27ste) | Spy Sorge                                               | スパイ・ゾルゲ                                   | Masahiro Shinoda               |
| 2004 (27ste) | The Blind Swordsman: Zatoichi                           | 座頭市                                           | Takeshi Kitano                 |
| 2005 (28ste) | Half a Confession                                       | 半落ち                                           | Kiyoshi Sasabe                 |
| 2005 (28ste) | Blood & Bones                                           | 血と骨                                           | Yoichi Sai                     |
| 2005 (28ste) | The Hidden Blade                                        | 隠し剣 鬼の爪                                    | Yōji Yamada                    |
| 2005 (28ste) | Crying Out Love, in the Centre of the World             | 世界の中心で、愛をさけぶ                         | Isao Yukisada                  |
| 2005 (28ste) | Swing Girls                                             | スウィングガールズ                               | Shinobu Yaguchi                |
| 2006 (29ste) | Always - Sunset on Third Street                         | ALWAYS 三丁目の夕日                              | Takashi Yamazaki               |
| 2006 (29ste) | Aegis                                                   | 亡国のイージス                                   | Junji Sakamoto                 |
| 2006 (29ste) | Year One in the North                                   | 北の零年                                         | Isao Yukisada                  |
| 2006 (29ste) | Break Through!                                          | パッチギ!                                        | Kazuyuki Izutsu                |
| 2006 (29ste) | The Samurai I Loved                                     | 蝉しぐれ                                         | Mitsuo Kurotsuchi              |
| 2007 (30ste) | Hula Girls                                              | フラガール                                       | Sang-il Lee                    |
| 2007 (30ste) | Memories of Tomorrow                                    | 明日の記憶                                       | Yukihiko Tsutsumi              |
| 2007 (30ste) | Yamoto                                                  | 男たちの大和                                     | Junya Sato                     |
| 2007 (30ste) | The Uchōten Hotel                                       | THE 有頂天ホテル                                 | Koki Mitani                    |
| 2007 (30ste) | Love and Honor – Bushi no ichibun                       | 武士の一分                                       | Yōji Yamada                    |
| 2008 (31ste) | Tokyo Tower: Mom and Me, and Sometimes Dad              | 東京タワー 〜オカンとボクと、時々、オトン〜      | Jōji Matsuoka                  |
| 2008 (31ste) | Always: Sunset on Third Street 2                        | ALWAYS 続・三丁目の夕日                          | Takashi Yamazaki               |
| 2008 (31ste) | Bizan                                                   | 眉山                                             | Isshin Inudō                   |
| 2008 (31ste) | Kisaragi                                                | キサラギ                                         | Satō Yūichi                    |
| 2008 (31ste) | I Just Didn't Do It                                     | それでもボクはやってない                         | Masayuki Suo                   |
| 2009 (32ste) | Departures                                              | おくりびと                                       | Yojiro Takita                  |
| 2009 (32ste) | Climbers High                                           | クライマーズ・ハイ                               | Masato Harada                  |
| 2009 (32ste) | Kabei: Our Mother                                       | 母べえ                                           | Yōji Yamada                    |
| 2009 (32ste) | The Magic Hour                                          | ザ・マジックアワー                               | Kōki Mitani                    |
| 2009 (32ste) | Suspect X                                               | 容疑者Xの献身                                    | Hiroshi Nishitani              |
| 2010 (33ste) | The Unbroken                                            | 沈まぬ太陽                                       | Setsuro Wakamatsu              |
| 2010 (33ste) | Villon's Wife                                           | ヴィヨンの妻～桜桃とタンポポ～                   | Kichitaro Negishi              |
| 2010 (33ste) | Zeronoshōten                                            | ゼロの焦点 zero no shōten                        | Isshin Inudô                   |
| 2010 (33ste) | Mt. Tsurugidake                                         | 劔岳 点の記 tsurugi-dake ten no ki               | Daisaku Kimura                 |
| 2010 (33ste) | Dia dokutâ                                              | ディア･ドクター dai dokutā                       | Miwa Nishikawa                 |
| 2011 (34ste) | Kokuhaku                                                | 告白                                             | Tetsuya Nakashima              |
| 2011 (34ste) | Akunin                                                  | 悪人\| akunin                                    | Sang-il Lee                    |
| 2011 (34ste) | Otôto                                                   | おとうと                                         | Yôji Yamada                    |
| 2011 (34ste) | Kokô no mesu                                            | 孤高のメス kokōnomesu                            | Izuru Narushima                |
| 2011 (34ste) | 13 Assassins                                            | 十三人の刺客                                     | Takashi Miike                  |
| 2012 (35ste) | Yôkame no semi                                          | 八日目の蝉                                       | Izuru Narushima                |
| 2012 (35ste) | Ōshika-mura sōdōki                                      | 大鹿村騒動記                                     | Junji Sakamoto                 |
| 2012 (35ste) | Saigo no Chūshingura                                    | 杉田成道                                         | Shigemichi Sugita              |
| 2012 (35ste) | Suteki na Kanashibari                                   | ステキな金縛り                                   | Kōki Mitani                    |
| 2012 (35ste) | Tantei wa bar ni iru                                    | 探偵はBARにいる                                  | Hajime Hashimoto               |
| 2013 (36ste) | Kirishima, bukatsu yamerutteyo                          | 桐島、部活やめるってよ                           | Daihachi Yoshida               |
| 2013 (36ste) | Anata e                                                 | あなたへ                                         | Yasuo Furuhata                 |
| 2013 (36ste) | Kita no kanaria-tachi                                   | 北のカナリアたち                                 | Junji Sakamoto                 |
| 2013 (36ste) | Nobô no shiro                                           | のぼうの城                                       | Shinji Higuchi                 |
| 2013 (36ste) | Waga haha no ki                                         | わが母の記                                       | Masato Harada                  |
| 2014 (37ste) | Fune wo amu                                             | 舟を編む                                         | Yuya Ishii                     |
| 2014 (37ste) | Kyôaku                                                  | 凶悪                                             | Kazuya Shiraishi               |
| 2014 (37ste) | Shônen H                                                | 少年Ｈ                                           | Yasuo Furuhata                 |
| 2014 (37ste) | Soshite chichi ni naru                                  | そして父になる                                   | Hirokazu Kore-Eda              |
| 2014 (37ste) | Tôkyô kazoku                                            | 東京家族                                         | Yoji Yamada                    |
| 2014 (37ste) | Rikyû ni tazuneyo                                       | 利休にたずねよ                                   | Mitsutoshi Tanaka              |
| 2015 (38ste) | Eien no 0                                               | 永遠の0                                          | Takashi Yamazaki               |
| 2015 (38ste) | Kami no tsuki                                           | 紙の月                                           | Daihachi Yoshida               |
| 2015 (38ste) | Chiisai ouchi                                           | 小さいおうち                                     | Yoji Yamada                    |
| 2015 (38ste) | Higurashi no ki                                         | 蜩ノ記                                           | Takashi Koizumi                |
| 2015 (38ste) | Fushigi na misaki no monogatari                         | ふしぎな岬の物語                                 | Izuru Narushima                |
| 2016 (39ste) | Umimachi diary                                          | 海街diary                                        | Hirokazu Kore-eda              |
| 2016 (39ste) | Kainan 1890                                             | 海難1890                                         | Mitsutoshi Tanaka              |
| 2016 (39ste) | Nihon no ichiban nagai hi ketteiban                     | 日本のいちばん長い日                             | Masato Harada                  |
| 2016 (39ste) | Haha to kuraseba                                        | 母と暮せば                                       | Yoji Yamada                    |
| 2016 (39ste) | Hyakuen no koi                                          | 百円の恋                                         | Masaharu Take                  |
| 2017 (40ste) | Shin Gojira                                             | シン・ゴジラ                                     | Hideaki Anno en Shinji Higuchi |
| 2017 (40ste) | Ikari                                                   | 怒り                                             | Lee Sang-il                    |
| 2017 (40ste) | Kazoku wa tsuraiyo                                      | 家族はつらいよ                                   | Yoji Yamada                    |
| 2017 (40ste) | Yu wo wakasuhodo no atsui ai                            | 湯を沸かすほどの熱い愛                           | Ryōta Nakano                   |
| 2017 (40ste) | Rokuyon: Zenpen                                         | 64 ロクヨン 前編                                 | Takahisa Zeze                  |
| 2018 (41ste) | Sandome no satsujin                                     | 三度目の殺人                                     | Hirokazu Kore-eda              |
| 2018 (41ste) | Kimi no suizô o tabetai                                 | 君の膵臓をたべたい                               | Shō Tsukikawa                  |
| 2018 (41ste) | Sekigahara                                              | 関ヶ原                                           | Masato Harada                  |
| 2018 (41ste) | Namiya Zakkaten no kiseki                               | ナミヤ雑貨店の奇蹟                               | Ryūichi Hiroki                 |
| 2018 (41ste) | Hana ikusa                                              | 花戦さ                                           | Tetsuo Shinohara               |
| 2019 (42ste) | Manbiki kazoku                                          | 万引き家族                                       | Hirokazu Kore-Eda              |
| 2019 (42ste) | Kamera o tomeru na!                                     | カメラを止めるな!                                | Shin'ichirō Ueda               |
| 2019 (42ste) | Kita no sakuramori                                      | 北の桜守                                         | Yōjirō Takita                  |
| 2019 (42ste) | Korô no chi                                             | 孤狼の血                                         | Kazuya Shiraishi               |
| 2019 (42ste) | Soratobu taiya                                          | 空飛ぶタイヤ                                     | Katsuhide Motoki               |
| 2020 (43ste) | Shinbun Kisha                                           | 新聞記者                                         | Isoko Mochizuki                |
| 2020 (43ste) | Kingudamu                                               | キングダム                                       | Shinsuke Sato                  |
| 2020 (43ste) | Tonde Saitama                                           | 翔んで埼玉                                       | Hideki Takeuchi                |
| 2020 (43ste) | Closed Ward                                             | 閉鎖病棟                                         | Hideyuki Hirayama              |
| 2020 (43ste) | Mitsubachi to enrai                                     | 蜜蜂と遠雷                                       | Kei Ishikawa                   |
| 2021 (44ste) | Midnight Swan                                           | ミッドナイトスワン                               | Eiji Uchida                    |
| 2021 (44ste) | Asada-ke!                                               | 浅田家!                                          | Ryôta Nakano                   |
| 2021 (44ste) | Otoko wa tsurai yo 50: Okaeri Tora-san                  | 男はつらいよ お帰り 寅さん                       | Yoji Yamada                    |
| 2021 (44ste) | The Voice of Sin                                        | 罪の声                                           | Nobuhiro Doi                   |
| 2021 (44ste) | Fukushima 50                                            | フクシマ50                                       | Setsurô Wakamatsu              |

## Voetnoot
- (ja)  日本アカデミー賞　受賞結果一覧. Geraadpleegd op 3 december 2011.